# Olympische Winterspiele 2022/Teilnehmer (Belgien)
| Gelbes Symbol für Goldmedaillen mit stilisierten Olympischen Ringen | Graues Symbol für Silbermedaillen mit stilisierten Olympischen Ringen | Braundes Symbol für Bronzemedaillen mit stilisierten Olympischen Ringen |
| ------------------------------------------------------------------- | --------------------------------------------------------------------- | ----------------------------------------------------------------------- |
| 1                                                                   | —                                                                     | 1                                                                       |

Belgien nahm an den Olympischen Winterspielen 2022 in Peking teil. Es war die 22. Teilnahme des Landes an Olympischen Winterspielen. Das BOIK benannte 19 Athleten, darunter elf Männer und acht Frauen, zu den Spielen.

## Medaillen

### Medaillenspiegel
| Rang   | Sportart       | Gold | Silber | Bronze | Gesamt |
| ------ | -------------- | ---- | ------ | ------ | ------ |
| 1      | Eisschnelllauf | 1    | —      | –      | 1      |
| 2      | Shorttrack     | —    | —      | 1      | 1      |
| Gesamt | Gesamt         | 1    | 0      | 1      | 2      |

### Medaillengewinner
| Name/n       | Sportart       | Wettkampf   |
| ------------ | -------------- | ----------- |
| Gold         |                |             |
| Bart Swings  | Eisschnelllauf | Massenstart |
| Bronze       |                |             |
| Hanne Desmet | Shorttrack     | 1000 m      |

## Teilnehmer nach Sportarten

### Biathlon
| Athleten                                                        | Wettbewerb         | Zeit        | Fehler      | Rang |
| --------------------------------------------------------------- | ------------------ | ----------- | ----------- | ---- |
| Frauen                                                          |                    |             |             |      |
| Lotte Lie                                                       | 7,5 km Sprint      | 23:41,1 min | 3 (3+0)     | 64   |
| Lotte Lie                                                       | 15 km Einzel       | 49:36,9 min | 4 (1+2+0+1) | 45   |
| Männer                                                          |                    |             |             |      |
| César Beauvais                                                  | 10 km Sprint       | 30:06,8 min | 4 (1+3)     | 94   |
| César Beauvais                                                  | 20 km Einzel       | 1:02:50,5 h | 7 (1+1+1+4) | 91   |
| Florent Claude                                                  | 10 km Sprint       | 27:35,1 min | 4 (1+3)     | 84   |
| Florent Claude                                                  | 20 km Einzel       | 57:11,2 min | 5 (0+2+3+0) | 75   |
| Tom Lahaye-Goffart                                              | 10 km Sprint       | 28:15,1 min | 1 (1+0)     | 91   |
| Tom Lahaye-Goffart                                              | 20 km Einzel       | 1:02:26,2 h | 7 (2+1+3+1) | 90   |
| Thierry Langer                                                  | 10 km Sprint       | 26:59,8 min | 1 (1+0)     | 67   |
| Thierry Langer                                                  | 20 km Einzel       | 57:18,3 min | 5 (1+1+2+1) | 77   |
| Florent Claude Thierry Langer Tom Lahaye-Goffart César Beauvais | 4 × 7,5-km-Staffel | LAP         | LAP         | 20   |

### Bob
| Athleten                      | Wettbewerb | Lauf 1      | Lauf 1 | Lauf 2      | Lauf 2 | Lauf 3      | Lauf 3 | Lauf 4      | Lauf 4 | Gesamt      | Gesamt |
| Athleten                      | Wettbewerb | Zeit        | Rang   | Zeit        | Rang   | Zeit        | Rang   | Zeit        | Rang   | Zeit        | Rang   |
| ----------------------------- | ---------- | ----------- | ------ | ----------- | ------ | ----------- | ------ | ----------- | ------ | ----------- | ------ |
| Frauen                        |            |             |        |             |        |             |        |             |        |             |        |
| Sara Aerts An Vannieuwenhuyse | Zweierbob  | 1:02,08 min | 17     | 1:02,12 min | 12     | 1:02,11 min | 12     | 1:02,27 min | 14     | 4:08,58 min | 15     |

### Eiskunstlauf
| Athleten        | Wettbewerbe | Kurzprogramm | Kurzprogramm | Kür    | Kür  | Gesamt | Gesamt |
| Athleten        | Wettbewerbe | Punkte       | Rang         | Punkte | Rang | Punkte | Rang   |
| --------------- | ----------- | ------------ | ------------ | ------ | ---- | ------ | ------ |
| Frauen          |             |              |              |        |      |        |        |
| Loena Hendrickx | Einzel      | 70,09        | 7            | 136,70 | 9    | 206,79 | 8      |

### Eisschnelllauf
| Athleten      | Wettbewerb | Zeit         | Rang |
| ------------- | ---------- | ------------ | ---- |
| Frauen        |            |              |      |
| Sandrine Tas  | 500 m      | 39,37 s      | 28   |
| Sandrine Tas  | 1000 m     | 1:18,79 min  | 28   |
| Sandrine Tas  | 1500 m     | 2:03,39 min  | 29   |
| Männer        |            |              |      |
| Bart Swings   | 1500 m     | 1:45,82 min  | 13   |
| Bart Swings   | 5000 m     | 6:16,90 min  | 7    |
| Bart Swings   | 10.000 m   | 13:02,43 min | 10   |
| Mathias Vosté | 1000 m     | 1:10,22 min  | 27   |
| Mathias Vosté | 1500 m     | 1:49,93 min  | 29   |

| Athleten     | Wettbewerb  | Halbfinale | Halbfinale | Finale        | Finale        | Rang |
| Athleten     | Wettbewerb  | Punkte     | Rang       | Punkte        | Rang          | Rang |
| ------------ | ----------- | ---------- | ---------- | ------------- | ------------- | ---- |
| Frauen       |             |            |            |               |               |      |
| Sandrine Tas | Massenstart | 0          | 12         | ausgeschieden | ausgeschieden | 24   |
| Männer       |             |            |            |               |               |      |
| Bart Swings  | Massenstart | 44         | 2          | 63            | 1             | Gold |

### Shorttrack
| Athleten     | Wettbewerb | Vorlauf      | Vorlauf | Viertelfinale | Viertelfinale | Halbfinale    | Halbfinale    | Finale        | Finale        | Rang   |
| Athleten     | Wettbewerb | Zeit         | Rang    | Zeit          | Rang          | Zeit          | Rang          | Zeit          | Rang          | Rang   |
| ------------ | ---------- | ------------ | ------- | ------------- | ------------- | ------------- | ------------- | ------------- | ------------- | ------ |
| Frauen       |            |              |         |               |               |               |               |               |               |        |
| Hanne Desmet | 500 m      | 43,702 s     | 3       | 42,991 s      | 2             | 55,304 s      | 4             | 42,941 s      | 5             | 5      |
| Hanne Desmet | 1000 m     | 1:27,836 min | 2       | 1:29,388 min  | 2             | 1:28,166 min  | 2             | 1:28,928 min  | 3             | Bronze |
| Hanne Desmet | 1500 m     | —            | —       | 2:18,931 min  | 2             | 2:19,001 min  | 2             | 2:18,711 min  | 4             | 4      |
| Männer       |            |              |         |               |               |               |               |               |               |        |
| Stijn Desmet | 500 m      | 40,585 s     | 3       | 40,718 s      | 4             | ausgeschieden | ausgeschieden | ausgeschieden | ausgeschieden | 14     |
| Stijn Desmet | 1000 m     | PEN          | PEN     | ausgeschieden | ausgeschieden | ausgeschieden | ausgeschieden | ausgeschieden | ausgeschieden | PEN    |
| Stijn Desmet | 1500 m     | —            | —       | 2:19,112 min  | 3             | 2:11,169 min  | 5             | 2:18,278 min  | 3             | 13     |

### Skeleton
| Athlet        | Wettbewerbe | Lauf 1      | Lauf 1 | Lauf 2      | Lauf 2 | Lauf 3      | Lauf 3 | Lauf 4      | Lauf 4 | Gesamt      | Gesamt |
| Athlet        | Wettbewerbe | Zeit        | Rang   | Zeit        | Rang   | Zeit        | Rang   | Zeit        | Rang   | Zeit        | Rang   |
| ------------- | ----------- | ----------- | ------ | ----------- | ------ | ----------- | ------ | ----------- | ------ | ----------- | ------ |
| Frauen        |             |             |        |             |        |             |        |             |        |             |        |
| Kim Meylemans | Einzel      | 1:02,35 min | 6      | 1:02,92 min | 12     | 1:02,34 min | 11     | 1:03,73 min | 20     | 4:11,34 min | 18     |

### Ski Alpin
| Athleten              | Wettbewerb   | Lauf 1  | Lauf 1 | Lauf 2        | Lauf 2        | Gesamt        | Gesamt        |
| Athleten              | Wettbewerb   | Zeit    | Rang   | Zeit          | Rang          | Zeit          | Rang          |
| --------------------- | ------------ | ------- | ------ | ------------- | ------------- | ------------- | ------------- |
| Männer                |              |         |        |               |               |               |               |
| Dries Van den Broecke | Slalom       | 56,77 s | 27     | DNF           | DNF           | ausgeschieden | ausgeschieden |
| Dries Van den Broecke | Riesenslalom | DNF     | DNF    | ausgeschieden | ausgeschieden | ausgeschieden | ausgeschieden |
| Sam Maes              | Slalom       | DNF     | DNF    | ausgeschieden | ausgeschieden | ausgeschieden | ausgeschieden |
| Sam Maes              | Riesenslalom | DNF     | DNF    | ausgeschieden | ausgeschieden | ausgeschieden | ausgeschieden |
| Armand Marchant       | Slalom       | 56,13 s | 24     | 51,72 s       | 22            | 1:47,85 min   | 22            |

### Skilanglauf
| Athlet           | Wettbewerb        | Zeit        | Rang |
| ---------------- | ----------------- | ----------- | ---- |
| Männer           |                   |             |      |
| Thibaut De Marre | 15 km Klassisch   | 42:56,7 min | 59   |
| Thibaut De Marre | 30 km Skiathlon   | LAP         | 53   |
| Thibaut De Marre | 50 km Freier Stil | 1:19:53,8 h | 47   |

| Athlet           | Wettbewerb      | Qualifikation | Qualifikation | Viertelfinale | Viertelfinale | Halbfinale    | Halbfinale    | Finale        | Finale        | Rang |
| Athlet           | Wettbewerb      | Zeit          | Rang          | Zeit          | Rang          | Zeit          | Rang          | Zeit          | Rang          | Rang |
| ---------------- | --------------- | ------------- | ------------- | ------------- | ------------- | ------------- | ------------- | ------------- | ------------- | ---- |
| Männer           |                 |               |               |               |               |               |               |               |               |      |
| Thibaut De Marre | Sprint Freistil | 3:10,66 min   | 76            | ausgeschieden | ausgeschieden | ausgeschieden | ausgeschieden | ausgeschieden | ausgeschieden | 76   |

### Snowboard
| Athlet    | Wettbewerb | Qualifikation | Qualifikation | Finale        | Finale        | Rang |
| Athlet    | Wettbewerb | Punkte        | Rang          | Punkte        | Rang          | Rang |
| --------- | ---------- | ------------- | ------------- | ------------- | ------------- | ---- |
| Frauen    |            |               |               |               |               |      |
| Evy Poppe | Big Air    | 81,75         | 24            | ausgeschieden | ausgeschieden | 24   |
| Evy Poppe | Slopestyle | 56,80         | 14            | ausgeschieden | ausgeschieden | 14   |